# Ah ! Les usagers !
Ah ! Les usagers ! (russe : Ну, публика!) est une nouvelle d’Anton Tchekhov publiée en 1885.

## Historique
Ah ! Les usagers est initialement publié dans la revue russe Les Éclats, no 48, du 30 novembre 1885, sous le pseudonyme A.Tchékhonté. Aussi traduit en français sous le titre Eh bien public !.

## Résumé
Après s’être promis de travailler enfin honnêtement et consciencieusement, le contrôleur-chef des chemins de fer Podtiaguine est pris d’une soudaine envie de travailler. Il démarre un contrôle des billets à une heure du matin.
Tout se passe jusqu'à cet homme qui se prétend malade et qui refuse de montrer son billet. Devant la fronde des voyageurs, il recule, mais revient à la charge avec le chef de gare. Le voyageur montre son billet, tout est en ordre, mais certains officiels présents exigent de Podtiaguine qu’ils fassent des excuses au malade.
Craignant pour sa place, il s’exécute, mais l’effet est inverse de celui escompté. Il retourne dans sa cabine et attaque une bouteille de vodka : « Si on fait rien, ça les fâche, si on se met à travailler, ça les fâche encore !... Y a plus qu’à boire ».

## Édition française
- Ah ! Les usagers !, traduit par Édouard Parayre, in Œuvres I, Paris, Éditions Gallimard, coll. « Bibliothèque de la Pléiade » no 197, 1968  (ISBN 978-2-07-0105-49-6).